# Temnoplectron wareo
Temnoplectron wareo är en skalbaggsart som beskrevs av Reid och Ross Storey 2000. Temnoplectron wareo ingår i släktet Temnoplectron och familjen bladhorningar. Inga underarter finns listade i Catalogue of Life.